# Egon Denu
Egon Denu (* 1932; † 11. August 2018) war ein deutscher Jazzmusiker (Posaune, Trompete, Komposition).

## Leben und Wirken
Eugen Denu war 1956 Mitglied der German All Stars 1956 (mit Albert und Emil Mangelsdorff, Hans Koller, Helmut Brandt, Bill Grah, Horst Jankowski, Attila Zoller, Johnny Fischer, Karl Sanner), mit denen er bei einer SWF-Session auftrat. In dieser Zeit leitete er außerdem die Egon-Denu-Combo; 1958 spielte er mit dem Septett von Wolfgang Lauth das Concertino in F ein. Lange Jahre war er in der Musikszene Mannheims aktiv. Mit dem Sextett von Hans Laib trat er 1962 beim Deutschen Jazzfestival auf; im selben Jahr spielte er auch im Quartett von Werner Pöhlert mit Fritz Münzer. Seit 1971 war er in Kopenhagen zu Hause. 1984 hatte er eine Formation, die er mit dem Tenorsaxophonisten Arne Astrup leitete und in Karlsruhe ein Album einspielte. 1986 war er als Gastsolist an dem Album After Midnight von Extra Dry beteiligt, 1987 an dem Album Poor Little Miss Otis: One More Time von Freddy Albeck mit dem Sextett von John Astrup. Weitere Aufnahmen entstanden 1989 mit einem Quintett, das er mit Bent Jædig gebildet hatte und dem Poul Erik Christensen (Piano), Jesper Lundgaard und Alex Riel angehörten.
Im Bereich des Jazz war er zwischen 1956 und 1999 an sieben Aufnahmesessions beteiligt, zuletzt mit dem Gitarristen Ole Bram. Denu schrieb auch Jazzkompositionen wie „Cool Doodle“.